# Statua di John Fane Charles Hamilton
La Statua di John Fane Charles Hamilton (Statue of John Fane Charles Hamilton) è un'opera bronzea che fu installata a Hamilton, in Nuova Zelanda, nel 2013 ove rimase esposta per sette anni, fino alla sua rimozione nel giugno del 2020.
L'insediamento di Hamilton (oggi una città), prese il nome dal capitano Hamilton,, a cui la statua è dedicata, un ufficiale della marina inglese che fu ucciso nella battaglia di Gate Pā durante l'invasione coloniale della terra dei Maori.

## Storia
La statua a grandezza naturale di Margriet Windhausen fu regalata alla città di Hamilton dal Gallagher Group nel 2013 "per celebrare i 75 anni di attività" del gruppo. L'opera fu posta nella piazza principale della città neozelandese.
Nel 2017, l'amministratore delegato dei donatori, Sir William Gallagher, tenne un discorso all'Istituto degli Amministratori nel quale descrisse il trattato di Waitangi come una frode e negò che implicasse una collaborazione tra i Maori e la Corona. Più o meno una dozzina di amministratori lasciò il discorso in segno di protesta. La statua fu imbrattata da un maori con della vernice rossa nell'agosto del 2018, e l'azione di protesta fu accompagnata dalla richiesta che il nome della città venisse riportato al nome di Kirikiriroa (letteralmente "lungo tratto di ghiaia") con cui i maori indicavano l'area, lungo la riva occidentale del fiume Waikato.
Nel giugno del 2020, nel mezzo di una protesta per la morte di George Floyd avvenuta negli Stati Uniti, il consiglio municipale di Hamilton discusse della statua con il fratello di Sir William ed ex-amministratore d'azienda, John Gallagher, e quindi ne venne programmata la rimozione, dopo una richiesta della confederazione tribale dei Maori Waikato Tainui.
Il 12 giugno 2020, il consiglio municipale di Hamilton rimosse la statua del capitano Hamilton, motivando la rimozione per ragioni di ordine pubblico e sicurezza del parcheggio sotterraneo sottostante la piazza, anticipando una manifestazione di protesta maori, programmata per il giorno seguente, durante la quale la statua sarebbe stata rimossa con la forza.